# Olympiastützpunkt Stuttgart
Der Olympiastützpunkt Stuttgart (OSP) ist seit 1987 eine sportartübergreifende Betreuungs- und Serviceeinrichtung des Hochleistungssports für Bundeskaderathleten sowie deren Trainern im Stuttgarter Stadtbezirk Bad Cannstatt.

## Geschichte

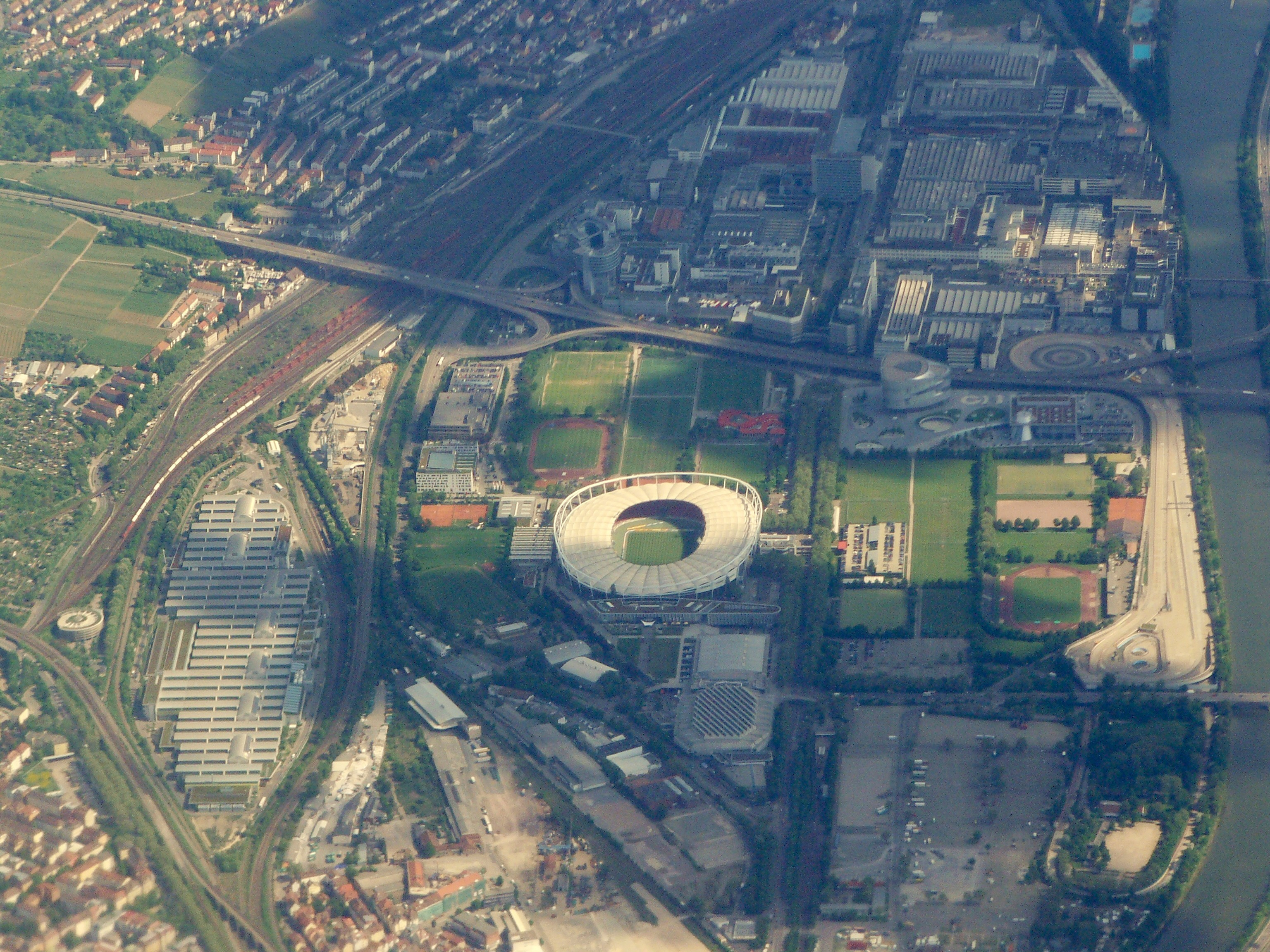
Der OSP Stuttgart befindet sich im Neckarpark

Der OSP Stuttgart wurde 1987 gegründet und ist seitdem mit seiner Zentrale im Neckarpark beheimatet.
Im Jahre 2017 wurde mit der Unterzeichnung der Grundvereinbarung „Olympiastützpunkte Baden-Württemberg“ mit dem LSV beschlossen, dass die Trägerschaft des OSP zum 1. Januar 2018 zum Landessportverband Baden-Württemberg wechselt. Neben dem OSP Stuttgart wurden im Rahmen der Grundvereinbarung auch die anderen Olympiastützpunkte in Baden-Württemberg (OSP Freiburg-Schwarzwald, OSP Rhein-Neckar und OSP Tauberbischofsheim) unter der Rechtsträgerschaft des Landessportverbands Baden-Württemberg zusammengeführt.
Der OSP Stuttgart ist aktuell einer von 18 deutschen Olympiastützpunkten.

## Gliederung und Struktur

### Mitarbeiter und Kaderathleten
Am OSP Stuttgart sind etwa 20 Voll- und Teilzeitmitarbeiter beschäftigt, die 300 Bundeskaderathleten (A-B-C-Kaderathleten) betreuen.

### Schwerpunktsportarten
Die folgenden zwölf Schwerpunktsportarten mit einzelnen Standorten werden durch den OSP Stuttgart betreut:
- Judo (in Sindelfingen)
- Karate (in Ludwigsburg)
- Leichtathletik (in Stuttgart)
- Radsport (BMX in Stuttgart)
- Rhythmische Sportgymnastik (in Fellbach-Schmiden)
- Schießen (in Pforzheim)
- Segeln (in Friedrichshafen)
- Tennis (in Stuttgart)
- Turnen (in Stuttgart)
- Trampolinturnen (in der Sportschule Ruit in Ostfildern-Ruit)
- Volleyball (w) und Beachvolleyball (in Stuttgart)
- Taekwondo und Volleyball Halle (m) (in Friedrichshafen).

### Aufgaben und Partner
In der Zentrale im Neckarpark befindet sich die Leitung und Verwaltung, die Laufbahnberatung, die zentrale Physiotherapie, die Trainingswissenschaft (mit dem 2013 neu eröffneten „KraftKompetenzCenter“ mit moderner Trainings- und Diagnoseausstattung) sowie die Sportmedizin (Internistik, Leistungsdiagnostik, Orthopädie, Radiologie mit MRT). Für eine duale Karriereplanung besteht ein Netzwerk mit Laufbahnberatung, einer angeschlossenen Eliteschule des Sports in Stuttgart, neun Partnerhochschulen und acht Partnerbetrieben. Daneben bietet die Landespolizei Baden-Württemberg seit dem 1. September 2016 eine spitzensportfreundliche Ausbildung im mittleren und gehobenen Polizeidienst an.